# Port lotniczy Al Asad
Port lotniczy Al Asad (ICAO: ORAA) – port lotniczy położony w dystrykcie Hit w prowincji Al-Anbar w Iraku. 
Obecnie funkcjonuje jako amerykańska wojskowa baza lotnicza. Z bazy korzystają także brytyjskie siły zbrojne w Iraku.
Baza znajduje się około 160 km na zachód od Bagdadu. Najbliżej położoną wsią jest Khan al Baghdadi nad Eufratem.